# Hallowell
Hallowell es una ciudad ubicada en el condado de Kennebec en el estado estadounidense de Maine. En el Censo de 2010 tenía una población de 2.381 habitantes y una densidad poblacional de 150,93 personas por km².

## Geografía
Según la Oficina del Censo de los Estados Unidos, Hallowell tiene una superficie total de 15.78 km², de la cual 15.22 km² corresponden a tierra firme y (3.51%) 0.55 km² es agua.

## Demografía
Según el censo de 2010, había 2.381 personas residiendo en Hallowell. La densidad de población era de 150,93 hab./km². De los 2.381 habitantes, Hallowell estaba compuesto por el 95.46% blancos, el 0.67% eran afroamericanos, el 0.55% eran amerindios, el 1.47% eran asiáticos, el 0% eran isleños del Pacífico, el 0.13% eran de otras razas y el 1.72% pertenecían a dos o más razas. Del total de la población el 1.13% eran hispanos o latinos de cualquier raza.